# Novellara
Novellara (Nualera o Nuvalêra in dialetto reggiano) è un comune italiano di 13 299 abitanti della provincia di Reggio Emilia in Emilia-Romagna.

## Geografia fisica
Novellara sorge nella pianura Padana, a 19 km a nord di Reggio Emilia. Il territorio comunale è formato, oltre che dal capoluogo, dalle frazioni di Bettolino, Carrobbio, Colombaia, La Bernolda, Minghella, Mulino di Sotto, San Bernardino, San Giovanni della Fossa, Santa Maria della Fossa, Vezzola per un totale di 58 km². Novellara confina a nord con Guastalla e Reggiolo, a est con Campagnola Emilia e Correggio, a sud con Bagnolo in Piano e a ovest con Cadelbosco di Sopra.
Estese per un piccolo tratto nel comune di Novellara vi sono Le Valli di Novellara e Reggiolo, localmente chiamate semplicemente Valli. Un tempo erano estese paludi; l'intera area è oggi bonificata e resa Area di Riequilibrio Ecologico. Sono zone ricche di canali e arginate di modo da formare delle casse d'espansione in comunicazione con il canale Cavo Fiuma (cassa d'espansione Valle Bagna, Valletta e Valle Bruciati).
Fino alla fine degli anni 1940 queste zone vallive erano utilizzate per la coltivazione estensiva della canapa.
Geologicamente è un territorio piuttosto particolare nel contesto della Pianura Padana, per via della vicinanza di una faglia. Il 15 ottobre 1996 un sisma di magnitudo 5,4 Richter e VII grado Mercalli colpisce Novellara (epicentro tra Novellara, Bagnolo, Correggio); l'origine del terremoto è probabilmente dovuta alla rottura di un'asperità.

## Origini del nome
L'origine del nome è tuttora incerta. Nei documenti più antichi è indicata come nuvelare, nuvolaria, e nubilaria. C'è chi fa discendere il nome da nubila/nebula, quindi terra dalle nebbie persistenti. Altri studiosi ritengono che derivi dal celtico. Novellara può derivare da due termini gallici: ar, che significa "sopra" e var, "acqua". In effetti la città si trova in una posizione elevata rispetto ai luoghi circostanti ed è vicina a fiumi affluenti del Po. Prima delle bonifiche, la zona di Novellara appariva come un'isola circondata dalle acque che formavano allora le paludi che arrivavano fino al letto principale del Po.
Oppure altri ritengono che derivi sempre dal gallo romanzo "nevon airia" bosco di querce, in quanto nel III secolo questo territorio era abitato dai galli Boi, prima dell'arrivo dei romani. Legata al recupero del terreno dagli acquitrini è l'ipotesi che fa risalire il nome al latino medievale "ager novalis", da cui nova area, nova era, n'valera: le costruzioni più antiche del paese sono state edificate su rilievi del terreno. La tesi di derivazione dal celtico, a cui si può far risalire anche la struttura della lingua locale (gruppo linguistico gallo-italico delle lingue romanze della famiglia delle lingue indoeuropee) è attualmente la più accreditata.

## Storia

Stemma dei Gonzaga di Novellara 1650-1678.

Bandiera civica del comune di Novellara

La città di Novellara, pur sembrando un piccolo borgo rurale della bassa padana, ha una storia lunga e singolare. Gli storici latini sono propensi ad accreditare le origini della civiltà sul territorio della bassa reggiana ai Celti, denominati dai Romani, Galli, che nel VI o V secolo a.C. invasero l'Italia settentrionale, occupandola.
Non si hanno notizie precise sulla data della sua fondazione ma, sicuramente, il territorio Novellarese è stato parte della confederazione Boica, la confederazione che riuniva le 112 tribù galliche dei Galli Boi stanziati in una zona all'incirca corrispondente all'attuale regione Emilia-Romagna. In seguito alla conquista romana, il territorio novellarese è stato probabilmente centuriato ed è avvenuta la lenta fusione culturale e sociale delle due popolazioni: galli autoctoni e romani nuovi arrivati.
Con la caduta dell'Impero romano d'Occidente non si hanno notizie precise sul territorio novellarese dei primi secoli del Medio Evo. Comunque, il Burgatium Nubilariae è citato in diversi documenti medievali. Si ha sicura notizia di lavori di fortificazione del castello di Novellara da parte di Gherardaccio Malapresa, signore longobardo.

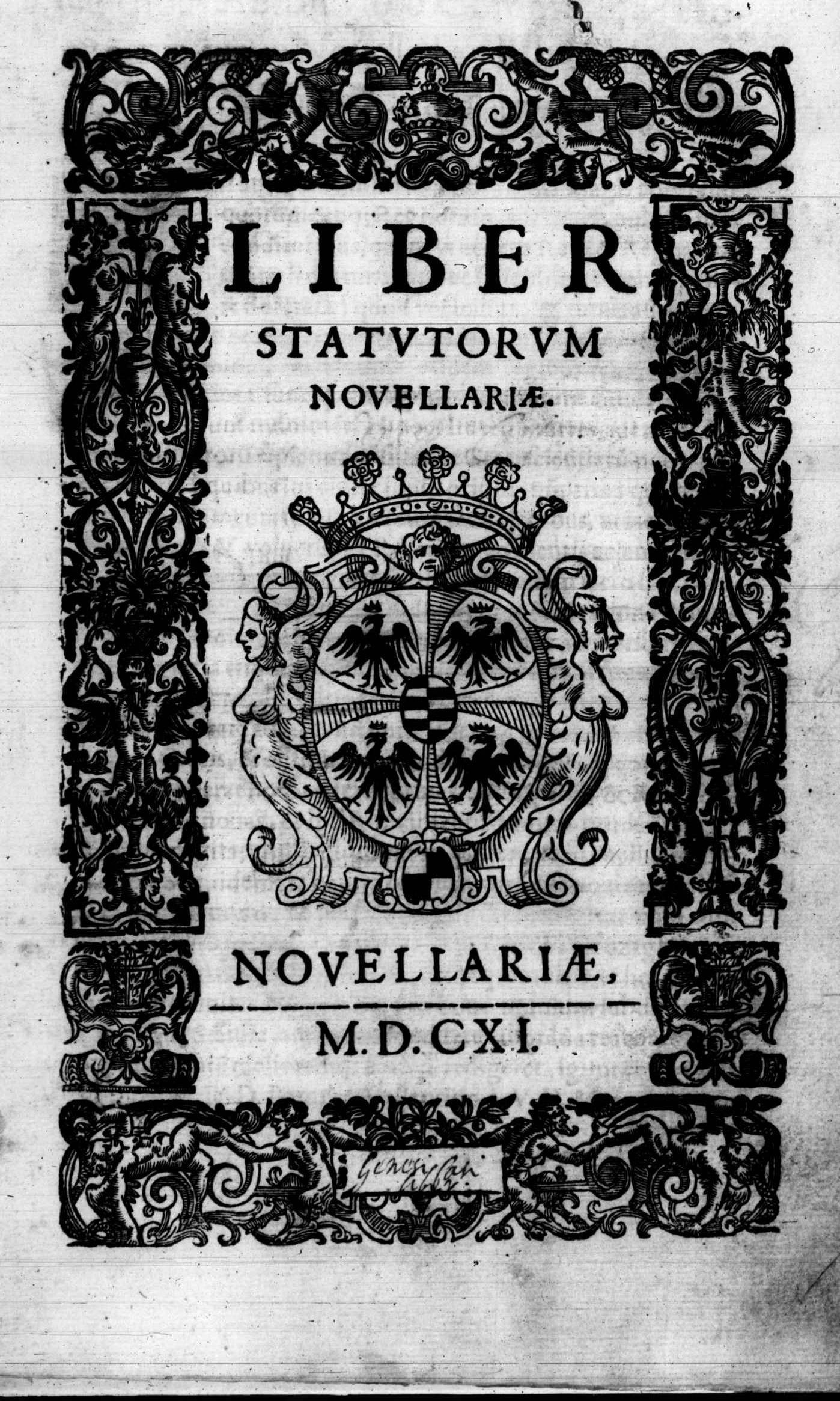
Liber Statutorum Novellariae, 1611

Dopo la morte di Matilde di Canossa il territorio novellarese, in gran parte ricoperto da paludi e valli, come ricordano di toponimi dei paesi di San Giovanni della Fossa e Santa Maria della Fossa, entrò nell'orbita del libero comune di Reggio. In seguito i reggiani fecero passare da Novellara la nuova strada che congiungeva la città a Reggiolo, il nuovo insediamento sorto a guardia del confine con Mantova.
Indubbiamente, si può affermare che l'evento che ha cambiato radicalmente la storia di Novellara è l'acquisizione del territorio da parte di un esponente del ramo cadetto della famiglia Gonzaga. Essi, ormai padroni incontrastati di Mantova, iniziarono a penetrare nel territorio di reggiano occupando prima Reggiolo e poi Novellara, infine, nel 1335, entrarono a Reggio decretando la fine dell'esperienza comunale in città. Nel 1371 il figlio di Guido Gonzaga Feltrino, sconfitto da Bernabò Visconti e Niccolò d'Este, fu costretto a vendere Reggio e il suo contado ai Milanesi ma riservò per sé e la sua famiglia i feudi di Novellara e Bagnolo. L'onere di iniziare i lavori della rocca sul luogo ove già esisteva una torre difensiva, presumibilmente longobarda, fu lasciato al figlio Guido. Essa si presentava come un maniero pensato come elemento di difesa e nei secoli trasformato in residenza munifica. La rocca, chiusa da ogni lato con torri angolari, merlature, muraglie a scarpa di 30 testate, si sviluppa su una superficie di circa 191 tavole, cioè 7750 m². La Contea di Novellara divenne in pratica una città-stato mantenuta indipendente dalla capacità diplomatica e, soprattutto, militare della famiglia Gonzaga. Grazie a questa presenza, il borgo beneficerà di grandi lavori di abbellimento infrastrutturale, della costruzione di Chiese, dei portici, della bonifica del territorio, dello sviluppo agricolo e dell'esistenza di una piccola ma raffinata corte che attirò a Novellara musicisti e artisti (il più noto fra tutti è l'architetto e pittore Lelio Orsi).
La dominazione dei Gonzaga, che comprendeva anche Bagnolo, cessò nel 1728 per la morte dell'ultimo conte Filippo Alfonso, e il feudo ritornò all'Impero. Rinaldo d'Este, duca di Modena, dietro congruo esborso, ne ottenne l'investitura nel 1737, e quindi fino al 1859 Novellara seguì le sorti del Ducato di Modena.
Nell'ottobre 1886 Novellara fu raggiunta dalla linea ferroviaria proveniente da Reggio Emilia. Nella seconda metà del XIX secolo emerse in tutta la sua criticità anche nel territorio novellarese la questione agraria. Il conflitto di classe che vedeva contrapposti da una parte i braccianti e dall'altra gli agrari e la piccola borghesia locale riesplose drammaticamente nel primo dopoguerra, al termine del Biennio Rosso. Il ceto padronale di Novellara infatti fu tra i primi nella bassa reggiana a organizzarsi e, grazie alle violenza delle squadracce fasciste, a distruggere nei primi mesi del 1921 tutte le istituzioni socialiste. A causa delle continue bastonature, degli assalti alle cooperative e all'omicidio di un militante comunista, la stessa amministrazione comunale fu costretta a rassegnare le dimissioni.
Nella seconda guerra mondiale il territorio di Novellara divenne una zona di intensa attività partigiana, in particolar modo delle donne e degli uomini della 77ª Brigata SAP "Fratelli Manfredi".
Negli anni del boom economico Novellara si trasformò da centro prettamente agricolo a cittadina industriale.

### Le origini del territorio novellarese secondo il canonico Davolio
A poco a poco sempre più si alzo questo fondo, e di molto si accrebbero le sue isolette per i sedimenti, che vi deponevano i fiumi, le acque scolatizie delle superiori campagne, le inondazioni che di tratto in tratto succedevano, e quella soprattutto, che nell'Autunno del 588 da un capo all'altro devastò tutta l'Italia. Essa, al dire di Paolo Diacono a guisa di diluvio piuttosto che di inondazione abbatté dappertutto ville e paesi, trasportò nella sua corrente uomini, armenti e quantità di terreni, distrusse strade allagò campagne e superò le mura stesse di Roma. Queste acque sterminatrici, che la rovina furono dei luoghi più alti, bonificarono estremamente i più bassi e paludosi, poiché precipitando furiosamente dalle montagne e dalle coltivate colline, seco trasportarono monti di sciolti di avene, che poi deposero nelle paludi ove stagnarono; ed allo scolare e disseccarsi di queste acque comparvero i loro dossi ed isolette più estese e più elevate. I vari strati di terra e di sabbia, e di padume misto di canne e di paludosi erbaggi che nello scavare fossi o fondamenti a vicenda s'incontrano sotto terra, ed i tronchi d'alberi che a molta profondità vi si scoprono ben dimostrano che il fondo su cui sorge Novellara ed i circonvicini paesi, era una volta assai cupo e basso e nel lungo svolgere de' secoli, dai fiumi e dalle replicate alluvioni vi furono deposti l'un sopra l'atro quei sedimenti diversi che hanno poscia questi fondi bonificati.
Le vessazioni, i saccheggi, le stragi che desolarono le città ed i paesi più alti dopo le replicate invasioni dei barbari settentrionali in Italia al cadere dell'Impero Romano, accrebbero a questa valle gli abitanti ed alle sue isolette i lavoratori poiché costrette le genti ad abbandonare la patria per sottrarsi al furore delle truppe nemiche, che per più di un secolo stanziarono l'italia, chi nei monti più ardui e chi nelle valli e sui dossi delle più rimote palude fissarono la loro dimora, la sicurezza cercando e la quiete, dove penetrare non potevano le soldatesche. I bisogni aumentò i bonifichi e dallo stato di dossi e di capanni si passò a quello di poderi e di corti, poi di villaggi e di paese indi di castelli e di città: progressivamente a misura che dilatavansi i fondi si aumentava la popolazione, ed i mezzi crescevano di sussistenza. Tale era lo stato antico come di tante altre alla lunga del Po, così di questa valle paludosa; tale fu il suo progressivo miglioramento e tale l'origine della popolazione.»
Ridotti e popolati i luoghi più alti, fu essa piantata quasi nel mezzo dell'antico Campo Raineri circoscritta tra l'Enza, il Po e la Secchia. Fu posta a dodici miglia al settentrione di Reggio, a cui fu da principio soggetta, sotto il ventesimo grado e dodicesimo minuto di longitudine, ed il quarantesimo quarto grado e cinquantesimo minuto di latitudine, in piano fertile ma basso e paludoso e però più degli altri soggetto a nuvole ed a nebbie frequenti: da questa qualità svantaggiose trasse fino dal suo nascere i nomi di NUBILARIA, NEBULARIA e NUVELARIA.»
Questo titolo di Pieve era allora dato a quelle Chiese parrocchiali che godevano il privilegio del fonte battesimale a differenza di molte altre chiese anche parrocchiali, nelle quali si amministravano gli altri Sacramenti e si istruivano i fedeli, ma perché prive del Battistero si chiamavano Cappelle dipendenti dalle Pievi come da loro chiese matrici. Benché s'ignori l'anno preciso nel quale la chiesa di Novellara fu fregiata di questa onorevole qualità di Pieve con Cappelle a lei soggette, dai surriferiti documenti però rilevasi assai chiaramente che il di lei Plebanato è molto antico e più di quello di altre Chiese a lei circonvicine. La Chiesa di Guastalla dallo stato di cappella fu innalzata a quello di Pieve solamente nell'anno 997, epoca perciò assai posteriore a quella di Novellara. (così la prima memoria della Mirandola: Diocesi Contessa Matilde dal 24 giugno 1102) […].
Quelle che poi anticamente chiamavasi Corti, non erano secondo il Muratori che un aggregato di poderi; che formavano un'intera Villa con Chiesa dove si amministravano i Sacramenti il dominio delle quali Corti insieme con la giurisdizione e sovranità sugli abitanti e coltivatori di essa passava in quelle corporazioni od in quegli individui ai quali venivano dai Principi o dai prelati di questi tempi donati ed investite. Da autentici documenti del IX secolo riportati dal Muratori e dal Canti e dal P. Affò e da tanti altri documenti che si conservano le scarsissime memorie dell'esistenza primiera di questi luoghi rilevasi pur anche che Novellara, Bagnolo, Corte Nuova e Gustalla e tanti altri circonvicini paesi non erano realmente in quei tempi che semplici villaggi e corti; e che sebbene abitati e coltivati per qualche estensione avessero fin d'allora e Pieve e Cappelle, e case in proporzione dei terreni ridotti, nulla però avevano di forte o di castello qualità che non sarebbesi certamente taciute quando avessero in realtà esistito.»
Al Malapresa era restato il Castello del Gesso, il possesso di questo Castello fu a lui confermato da Federico Barbarossa, allorché stipulata la Pace di Costanza, ed accomodati gli affari di Milano e della Lombardia, se ne venne a Reggio nell'anno 1184, ma i reggiani, che preparavansi ad abbassare colle armi l'orgoglio, ed a frenare la prepotenza dei piccoli tiranni, che possedevano castelli nel loro territorio, dopo quattro anni costrinsero il Malapresa a cedere alla Città anche il Castello del Gesso. Fu nella Pace di Costanza, e nel 1183 che lo stesso Imperatore Federico accordò ai Reggiani il poter prendere dai due torrenti Secchia e Tresinaro quella porzione di acqua, che abbisognata fosse per i molini della città. Quest'acqua raccolta in canali e fin d'allora diretta a Reggio, servì pure per i molini che forse fabbricaronsi in quel tempo a Bagnolo ed a Novellara, dove scorse senza contrasto, finché questi due paesi restarono uniti alla città di Reggio.
Anche intorno a questo tempo il territorio di Novellara era diviso in cinque Ville o quadre che conservano ancora i loro nomi e sono il Borgazzo, Reatino, Boschi, San Michele e Valle: a queste fu poi aggiunta ne' secoli posteriori la sesta Quadra dette dei Terreni Nuovi, terreno che prima serviva di letto alle acque del Crostolo e del Canalizzo.
Borgazzo si disse la prima quadra perché in essa fu piantata la prima Chiesa, ed il primo Borgo di Novellara fino dalla sua origine chiamato BUNGATIUM NUBILARIAE. Questa Quadra era la meno soggetta alle inondazioni, perciò la più coltivata e la più fertile (Rogito dì Ulrico - Not. 6 marzo 1141).
La famiglia dei Reatini, Signori Longobardi, diede il nome alla seconda quadra, che colla porzione ora soggetta a Campagnola formava una sola villa da essi posseduta come Feudo del Castellaccio di Campagnola: Alberico de' Reatini vi aveva Castello nel 1141 (contiene 2302 biolche di terreno, così Bolognini Lodovico Ingegnere. Relazione della giurisdizione di Novellara e Bagnolo - Reggio 1778).
Questo Castello esisteva quasi nel centro della parte ora soggette a Novellara e precisamente nel luogo detto il Castellaccio di Reatino (Rogito citato di Ulrico): occupava un quadrato di sei biolche di terra circondato da fosse, delle quali ho veduto spianare le vestigia. La giurisdizione del Castellaccio di Campagnola si estendeva da questa parte sino alla Motta di S.Antonio presso il Molino di Sotto e costeggiava i confini della Villa di S. Michele di Novellara (Rogito citato d'Ulrico. La Villa di Reatino ha 1420 biolche). In questi tempi eravi pure presso Novellara il Castolloncolo con la chiesa di Santo Stefano Protomartire come si dirà.
La terza Quadra trasse il nome di Villa dei Boschi dalle Selve e dai cespugli dai quali era tutta ingombra; ed era di frequente bagnata dalle piene del Crostolo, o dalle escrescenze della vicina palude, Conta biolche 3594 di terreno.
La chiesa di S. Michele la quale era a mano sinistra ossia al mezzogiorno della strada, che da Novellara conduce alle Canove, dipendente dalla Pieve di Corte Nuova, diede il nome alla sua Villa di biolche 1302. Da questa Chiesa di S.Michele dipendeva poi anticamente l'altra Chiesa o Cappella dedicata a S.Àntonio Abbate, (Rogito dit.d'Ulrico) posta nella stessa Villa di S.Michele sopra una Motta di terra presso ed al ponente del Molino di Sotto per comodo dei Macinanti, dei Pescatori e di chi navigava per la vicina palude. Dirimpetto alla Chiesa d San Michele, ed a mano destra della strada esisteva un altro fabbricato, anch'egli munito all'intorno di larghe fosse delle quali si veggono ancora indizi non dubii: era forse questa 1'abitazione di Sirone dei Sirii nei duoX secolo (Rogito citato d'Ulrico). Questo Castellacium S. Michaelis è nominato in una carta del 1203 riportato nel tomo 3º Memorie Taccoli - pagina 736 come luogo dove cominciavansi dai reggiani lo scavo di un canale che conduceva al Canale di Guastalla. Nel 1205 Maestro Carulio era prelato della Chiesa di San Michele di Novellara ed ai cinque di Febbraio alcuni testimoni e lui promisero di indicare tutte le Case che quella chiesa possedeva nel Castello di Novellara. Nella nota de Censi che si pagavano al Vescovo di Reggio, scritta l'anno 1337 vi sono sei libbre di cera che si dovevano pagare ogni anno dalla Chiesa di S. Michele di Novellara pel Monastero di Marola (archivio segreto Estense— riportato dal Tiraboschi -. Diz. Tip. Storìco).
Finalmente la parte più bassa del territorio deserta ed incolta perché sempre coperta d'acque stagnanti fu detta Valle. Questa colle valli di Guastalla e di Reggiolo formava la palude fin qui nominata, che dicevansi il Po morto, e dove, oltre le acque pioventane e scolatizie, confluivano ed il Rodano, che disarginato discendeva dilatandosi in più rami per le ville di Cognento, del Borgazzo, e di Reatino, ed il Crostolo e Canalazzo, che scorrevano senz'ordine per quelle de' Boschi e Terreni Nuovi, ed il Canale stesso di Novellara il quale passato da poco il Molino di sotto perdevasi in questo stagno.
La sola navigazione manteneva da questa parte la comunicazione ed il commercio con Guastalla e Reggiolo e serviva poi di porto lo sbocco del canale. dagli argini del quale ricevevasi e su di essi depositavansi il carico delle barche. Alle acque di questa palude fu aperto uno scolo collo scavamento della Tagliata che passa presso Reggiolo e che si eseguì nel 1218 dai Reggiani di concerto con li Cremonesi allora padroni di Guastalla e di Luzzara (Affò, Storia di Guastalla, T.I -Libro III e lettera intorno a Reggiolo).
Si cambiò corso al Rodano, e così si diminuì anche il concorso delle acque in queste valli, ed i Reggiani nel 1242 formar poterono una nuova strada da Reggio per Novellara a Reggiolo dove in faccia al ponte innalzarono quell'alta e fortissima torre che vi si vede tuttora; indi nel 1260 l'altra Torre detta della Testa: ma nonostante il Porto presso il Molino di Sotto esisteva ancora nel 1472 col nome di porto palude (Breve di Sisto IV - archivio Gonzaga di Novellara) o Portus Navigantium, e da esso prese poscia il nome la vicina possessione detta per ciò la possessione del Porto. (Il territorio di Novellara comprende 15 233 biolche e 4 783 quello di Bagnolo – Bolognini Relazione citata).»

### Simboli
Lo stemma e il gonfalone sono stati concessi con decreto del presidente della Repubblica del 13 luglio 1987.
Il gonfalone è costituito da un drappo di giallo.
La bandiera comunale è un drappo di giallo.

## Monumenti e luoghi d'interesse

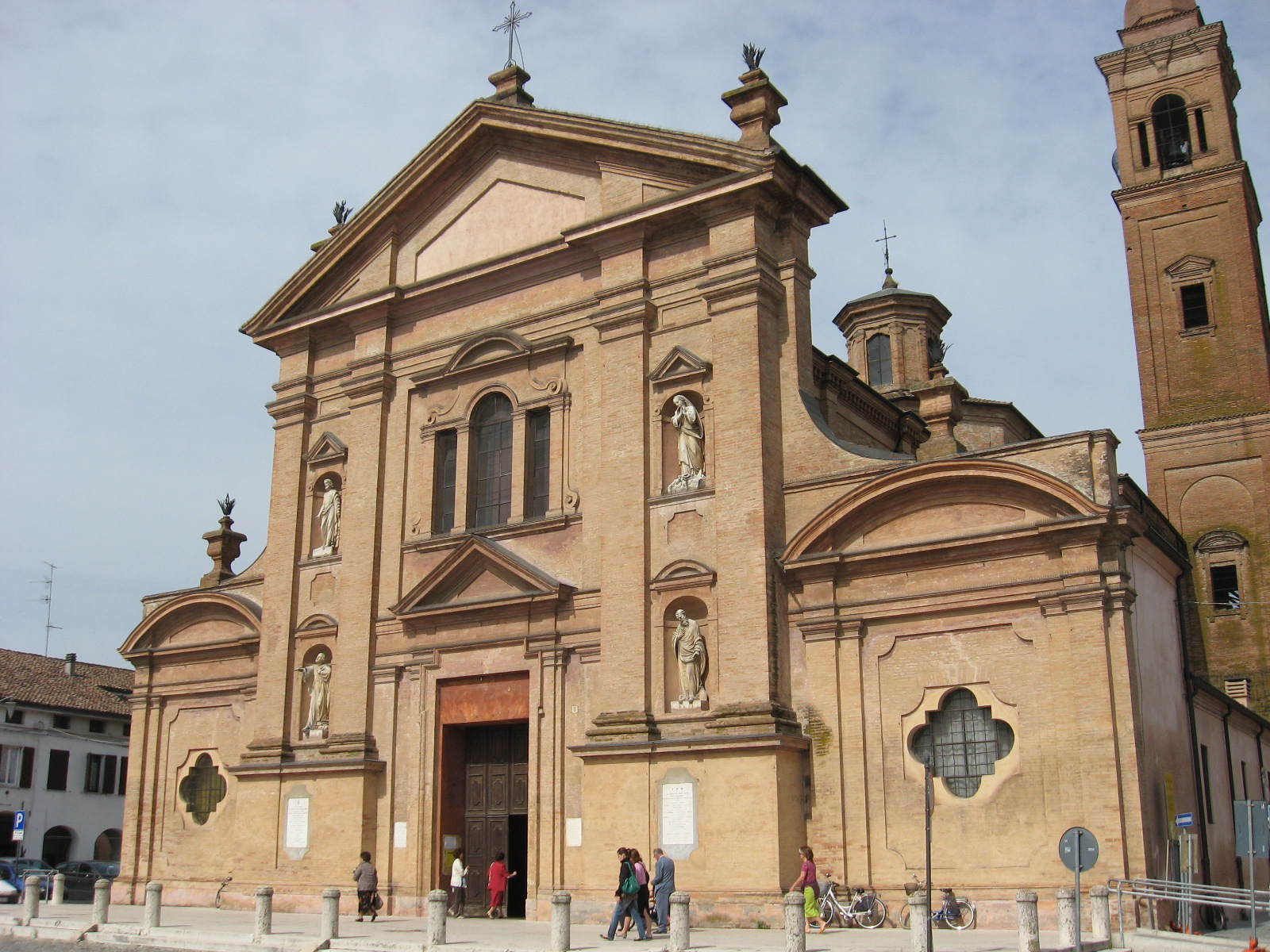
La chiesa di Santo Stefano.

### Architetture religiose
- Chiesa di Santo Stefano Protomartire, parrocchiale
- Chiesa di San Bernardino, parrocchiale a San Bernardino
- Chiesa dei Servi
- Santuario della Beata Vergine della Fossetta costruita nel 1654 per volontà di Donna Barbara Gonzaga.
- Gurdwara, tempio Sikh (il secondo in Europa per dimensioni) al servizio nella numerosa comunità immigrata originaria del nord dell'India e dedita soprattutto al lavoro in agricoltura.
- Convento dei Gesuiti (devastato nel corso del tempo da manomissioni edilizie, lasciato per anni in stato di pressoché totale abbandono poi restaurato e utilizzato per attività commerciali e residenze private.
- Cimitero comunale. Dal 1992 è meta di chi vuole rendere omaggio alla tomba di Augusto Daolio, qui sepolto.[19]

### Architetture militari

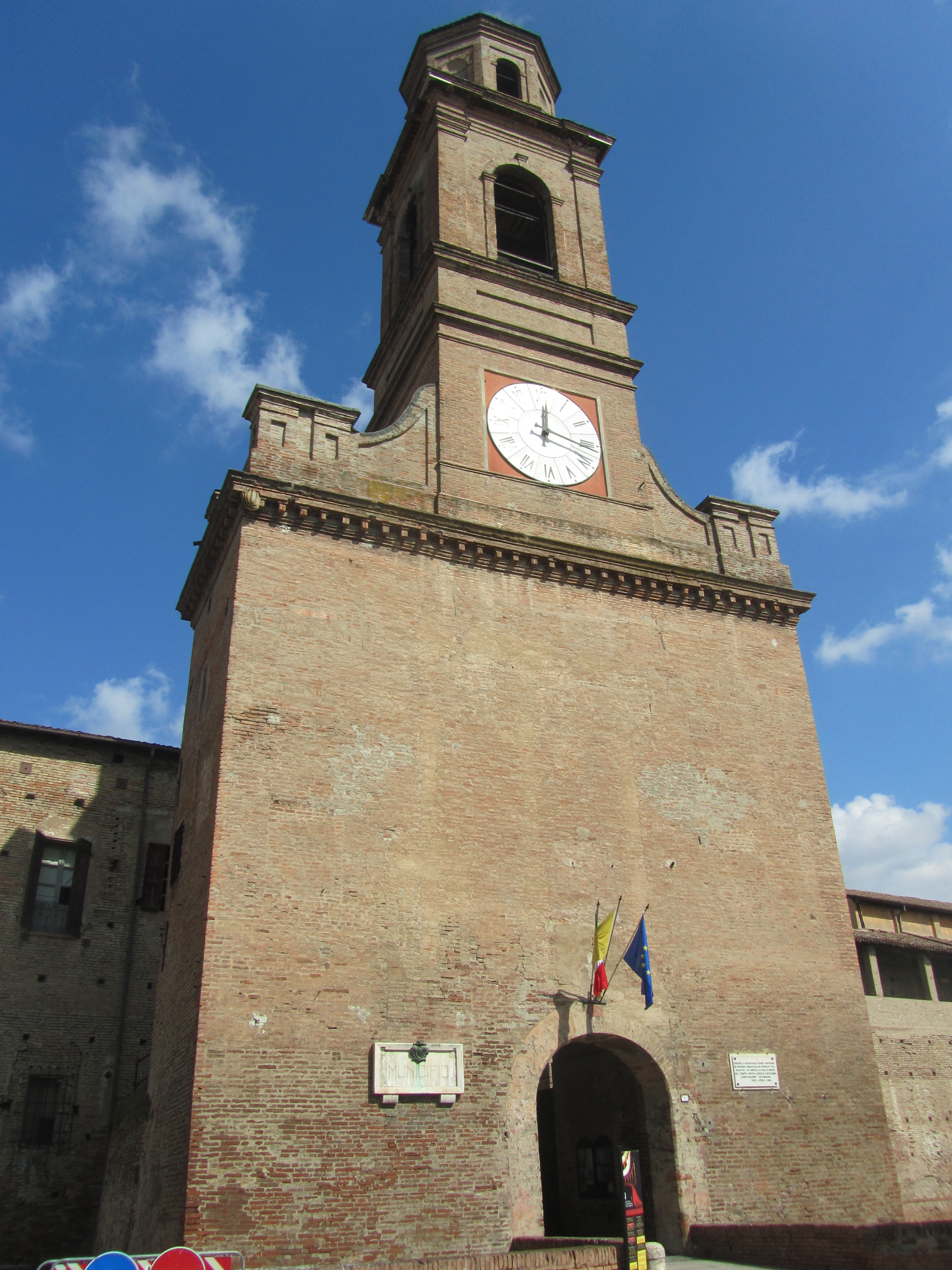
La rocca di Novellara.

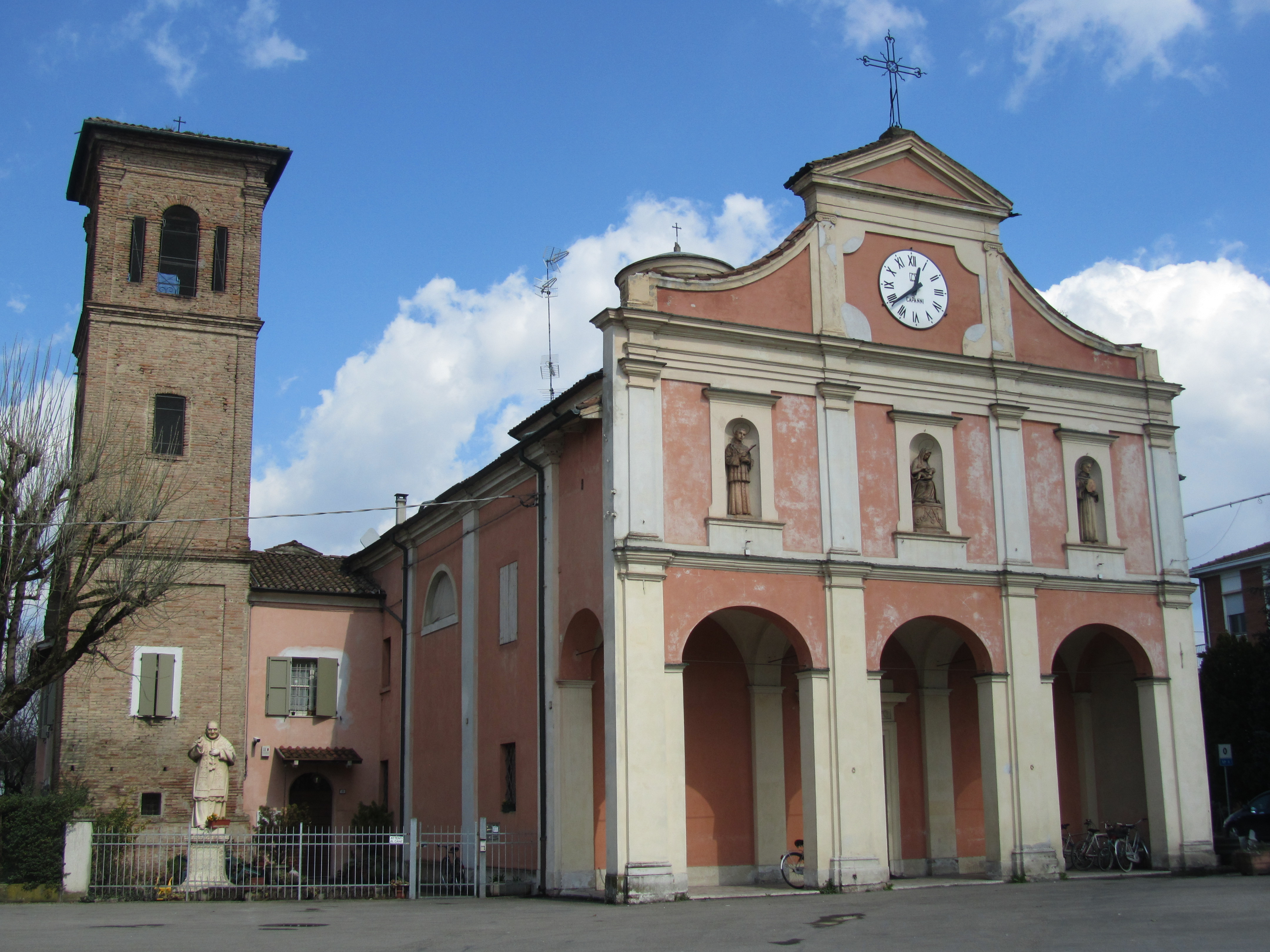
Chiesa della Fossetta (Santuario)

- Rocca di Novellara, edificata a partire da Guido Gonzaga, i lavori di miglioramento della rocca furono voluti dal conte Alessandro I Gonzaga e realizzati nel corso degli anni dalla moglie, Donna Costanza da Correggio e dai figli nel corso del Cinquecento. La Rocca, monumento insigne, ospita gli uffici del Comune e le sale del museo civico e della civiltà contadina nonché un bellissimo teatro, realizzato come miniatura sullo stile del Municipale (poi Teatro Valli) di Reggio.

### Architetture civili
- Casino di Sotto
- Casino di Sopra

### Monumenti

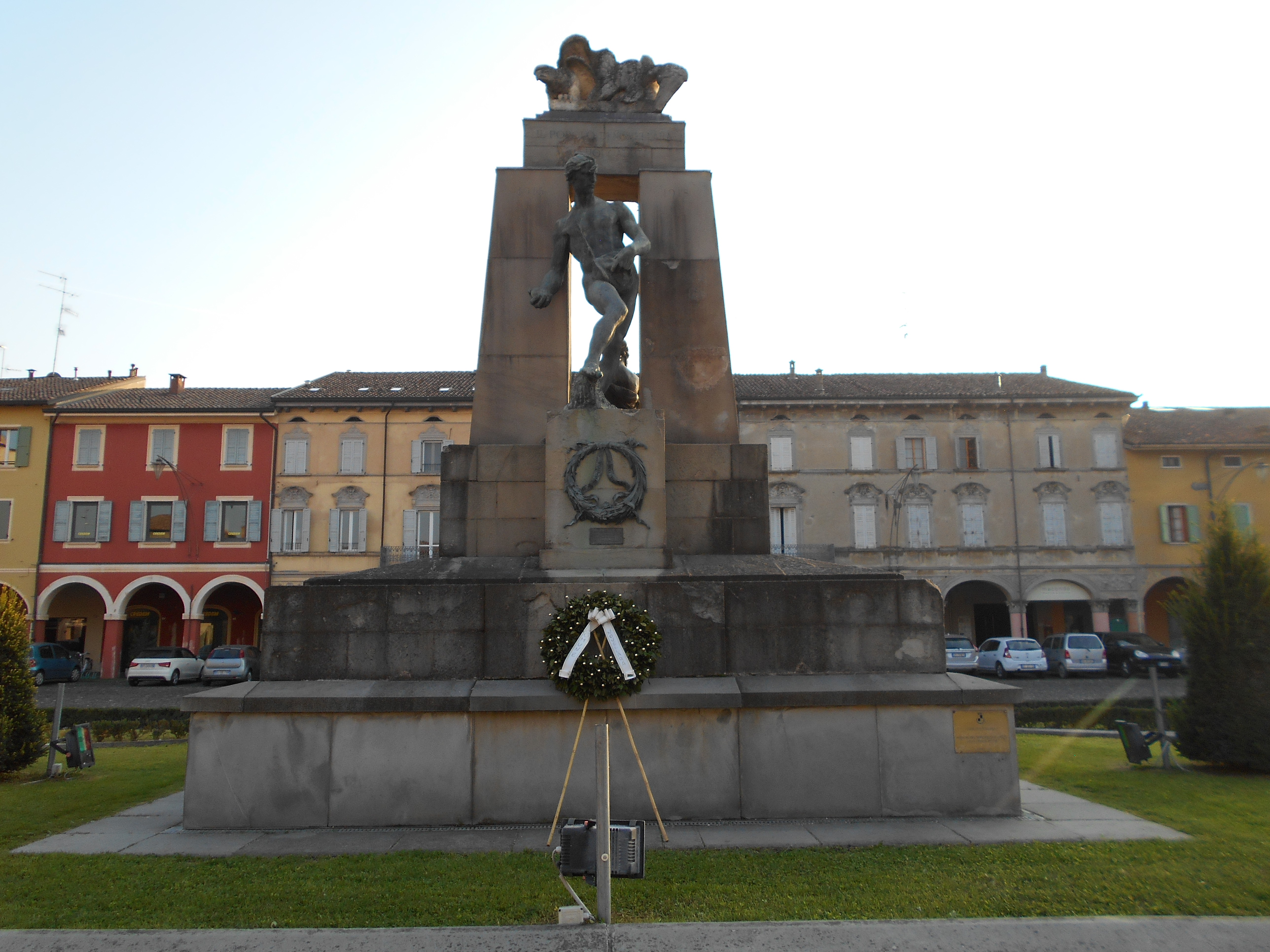
Monumento ai caduti della prima guerra mondiale, Giuseppe Graziosi, piazza Unità d'Italia, Novellara

- Monumento ai caduti della prima guerra mondiale di Giuseppe Graziosi[20] in piazza Unità d'Italia

## Società

### Evoluzione demografica
Abitanti censiti

### Etnie e minoranze straniere
Al 31 dicembre 2017 gli stranieri residenti nel comune sono 2 060, pari al 15% della popolazione. Le nazionalità più numerose sono:
- Cina: 493
- India: 456
- Pakistan: 392
- Marocco: 147
- Romania: 119

## Cultura

### Eventi
- La tradizionale festa del paese è la Sagra di San Cassiano.[4] La sagra di San Cassiano trae origini dal ricordo dell'arrivo in paese delle reliquie dei santi patroni di cui San Cassiano è il principale, avvenuto nella notte fra il 3 e il 4 maggio del 1603 quale suggello alla riconciliazione fra i conti Gonzaga, signori della contea, e il Papato. Novellara aveva un notevole peso politico in quei secoli essendo Stato autonomo con diritto di «mantenere il boia e coniare moneta» e quale voce autorevole nell'Impero e tra le case regnanti del vecchio continente. Donna Vittoria da Capua, sposa di Alfonso Gonzaga, ritenne importante riconciliarsi con lo Stato Pontificio e cogliendo l'occasione dell'Anno santo (1600) si recò a Roma per celebrare il Giubileo, ma anche per riannodare il dialogo con la Chiesa. Da una possibile scomunica si passò così a un'apostolica benedizione e la consegna a Novellara delle reliquie dei santi protettori ne è prova inconfutabile. Racchiusi in sette urne (ciascuna recante con le reliquie la bolla ufficiale di individualizzazione), i protettori sfilano in processione per le vie del paese nella ricorrenza della loro traslazione. La gente ha definito da sempre questo rito come «la processione delle sette cassette» che assume, oltre a un significato religioso, un tono di festosa tradizione
- "Nomadincontro" si svolge ogni anno nel weekend più vicino al 18 febbraio, giorno in cui è nato Augusto Daolio, leader storico dei Nomadi (ove si può visitare la tomba) in un apposito tendone allestito poco fuori dal centro dove, a partire dal sabato mattina, migliaia di fan dei Nomadi arrivano con i pullman provenienti da ogni parte d'Italia, finendo le giornate con il concerto dei Nomadi stessi sabato sera e domenica pomeriggio : è da notare che prima di ogni concerto si esibiscono sul palco alcuni cantanti o gruppi esordienti come "cover band" o artisti che hanno scritto canzoni per i Nomadi. Oltre ai concerti, si tiene una mostra fotografica con i dipinti di Augusto allestita nella rocca dei Gonzaga e una messa in ricordo di Augusto e Dante Pergreffi, (bassista dei Nomadi, deceduto anch'esso nel 1992 a Fabbrico, piccolo paese a pochi chilometri da Novellara) nella chiesa parrocchiale di S. Stefano.

### Istruzione

#### Musei

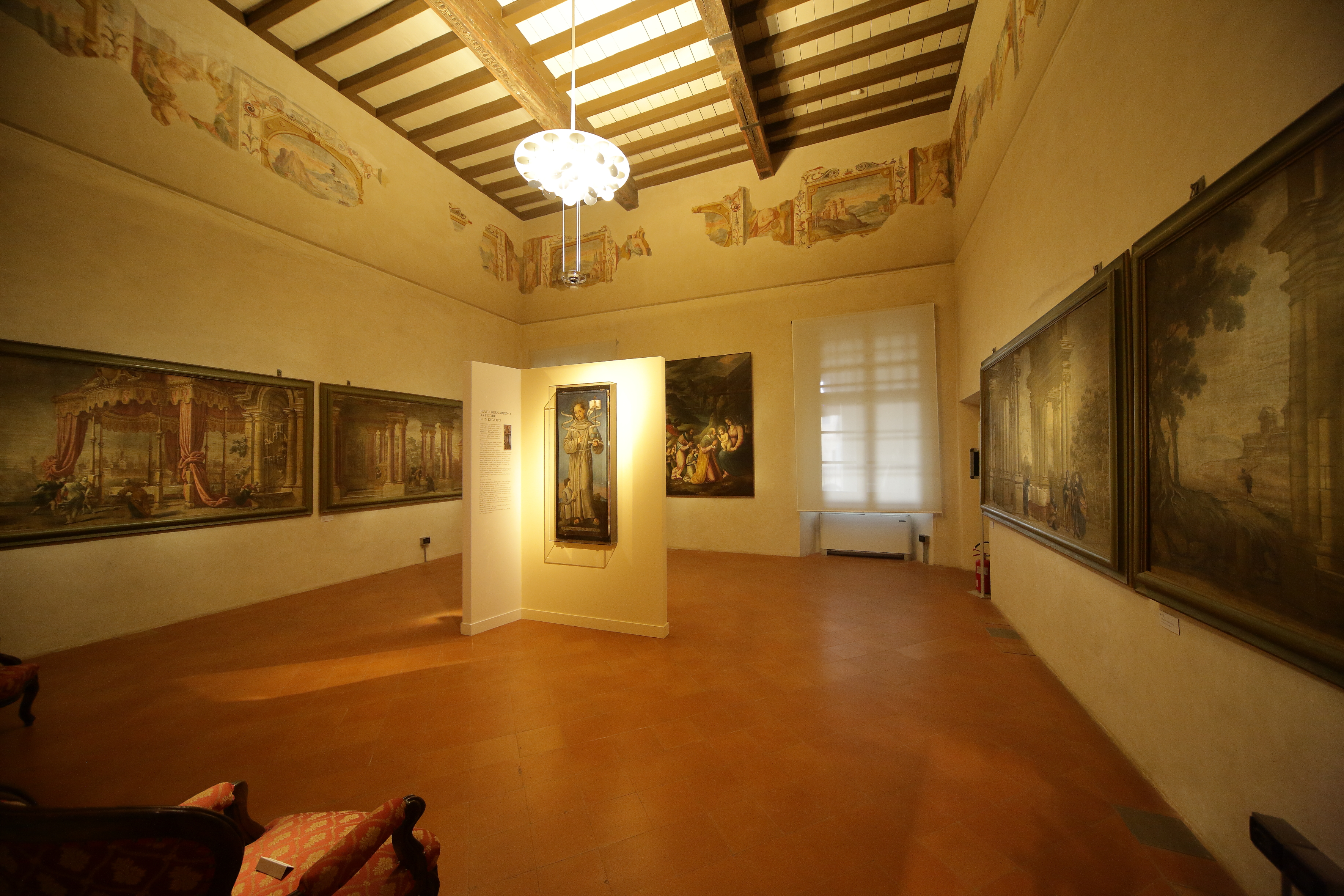
Interno del Museo Gonzaga

- Museo Gonzaga, con una preziosa e rara raccolta di vasi del XVI secolo provenienti dall'ex farmacia dei Gesuiti
- Museo della Civiltà Contadina

### Teatri
- Teatro comunale Franco Tagliavini, costruito nel XVI secolo all'interno della rocca gonzaghesca, fu poi demolito nel 1858. Il nuovo fabbricato fu riedificato tra il 1862 ed ultimato nel 1868.[23]

## Infrastrutture e trasporti

### Ferrovie
La stazione di Novellara, sulla ferrovia Reggio Emilia-Guastalla, gode di collegamenti diretti con la stazione di Reggio Emilia e con la stazione di Reggio Emilia AV Mediopadana, grazie alla fermata di interscambio Reggio Mediopadana.
Il territorio comunale comprende inoltre le stazioni di San Bernardino, San Giovanni e Vezzola, situate lungo la stessa linea ferroviaria.

## Amministrazione
Di seguito è presentata una tabella relativa alle amministrazioni che si sono succedute in questo comune.
| Periodo        | Periodo        | Primo cittadino     | Partito                                                 | Carica  | Note   |
| -------------- | -------------- | ------------------- | ------------------------------------------------------- | ------- | ------ |
| 9 luglio 1985  | 25 giugno 1990 | Loris Lusetti       | Partito Comunista Italiano                              | Sindaco | [ 24 ] |
| 25 giugno 1990 | 24 aprile 1995 | Fabrizio Camellini  | PCI, PDS                                                | Sindaco | [ 24 ] |
| 24 aprile 1995 | 14 giugno 2004 | Sergio Calzari      | centro-sinistra                                         | Sindaco | [ 24 ] |
| 14 giugno 2004 | 26 maggio 2014 | Raul Daoli          | centro-sinistra                                         | Sindaco | [ 24 ] |
| 26 maggio 2014 | 10 giugno 2024 | Elena Carletti      | lista civica di centro-sinistra "Novellara Bene Comune" | Sindaco | [ 25 ] |
| 10 giugno 2024 | in carica      | Simone Zarantonello | lista civica di centro-sinistra "Novellara Bene Comune" | Sindaco | [ 26 ] |

### Gemellaggi
Novellara è gemellata con:
- Nový Jičín, dal 1964
- Neve Shalom, dal 1994
- Sancti Spíritus, dal 1998
- Santa Gertrudes, dal 1999

## Sport
Sono presenti sul territorio cittadino diverse realtà sportive tra cui:
- Nuoto (Coopernuoto scrl) nella quale si è allenato il campione Gregorio Paltrinieri[28]
- Pallacanestro (Pallacanestro Novellara, che gareggia in serie C Silver, e Nubilaria Basket, militante invece in serie D)
- Calcio (Novellara Sportiva, militante in Seconda CategorIa)
- Pallavolo (G.S. Pallavolo Novellara)
- Tennis (Circolo Tennis la Rocca)
- Judo (Dojo Arti Marziali Novellara) con atleti che gareggiano a livello internazionale
- Tiro con l'arco (Arcieri dell'Ortica)
- Hexagon Skate Plaza (Skateboard)
- Atletica (Gym GenteInMovimento) con atleti che gareggiano a livello nazionale

## Bibliografia

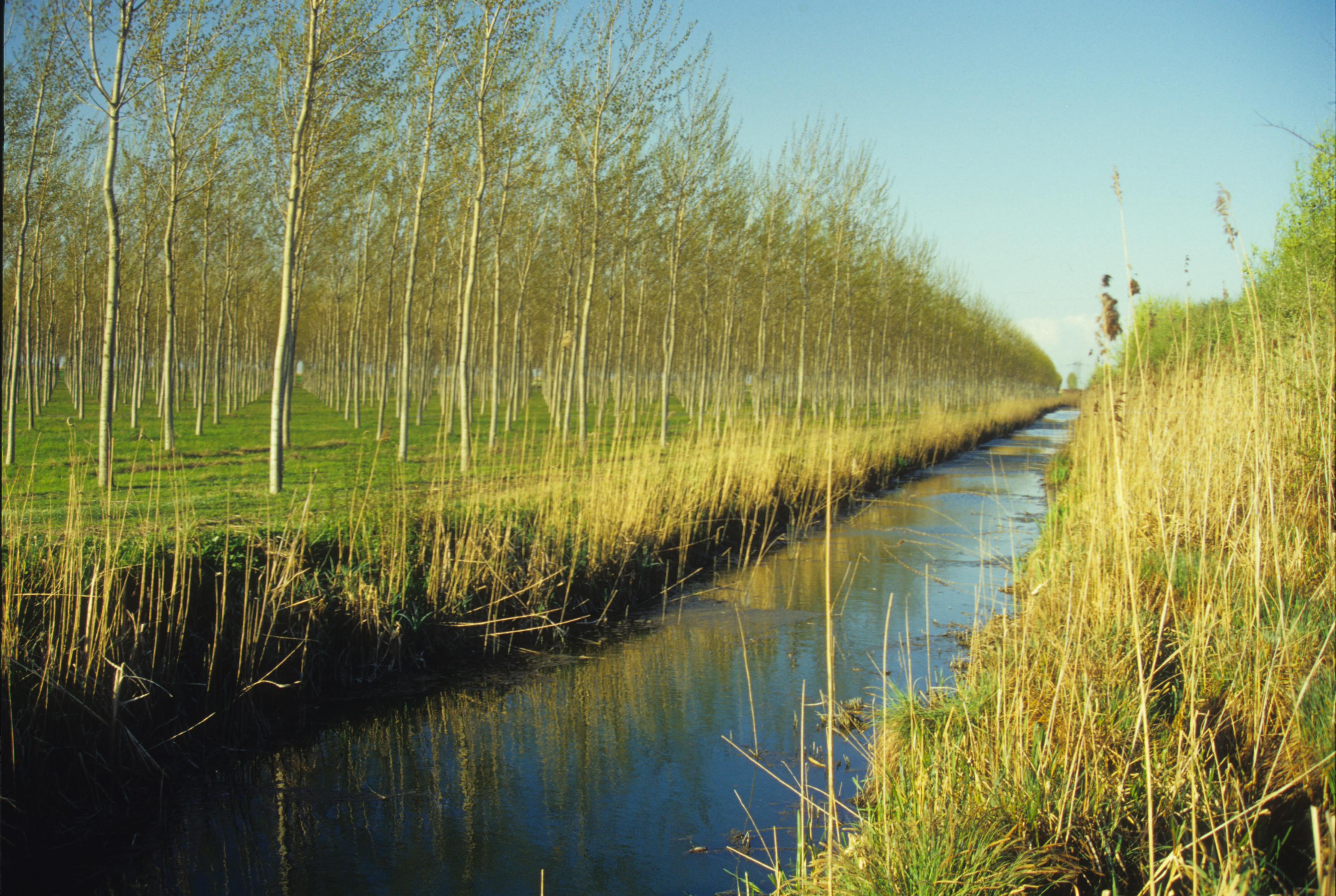
Valli di Novellara e Reggiolo